# کرنا، جلفا

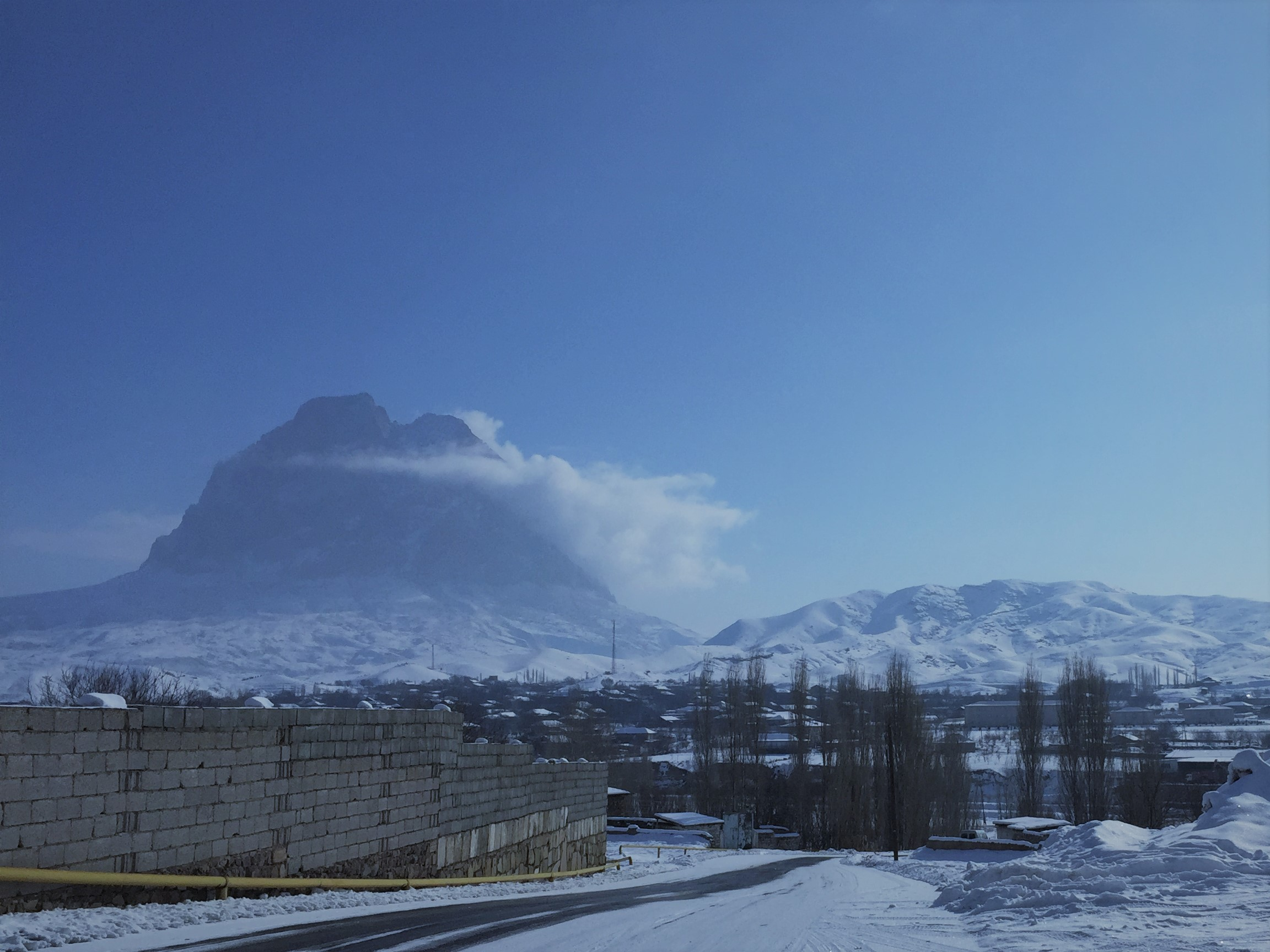
عکسی از زمستان شهر جلفا جمهوری آذربایجان

کرنا، جلفا (به ترکی آذربایجانی: Kırna) منطقه‌ای مسکونی در جمهوری آذربایجان است که در شهرستان جلفا واقع شده‌است. کرنا ۱٬۳۲۶ نفر جمعیت دارد.